# Okrúhle
Okrúhle és un poble i municipi d'Eslovàquia. Es troba a la regió de Prešov, al nord del país.

## Història
La primera referència escrita de la vila data del 1414.

## Demografia
| Godina             | 1994 | 2004   | 2014   | 2024    |
| ------------------ | ---- | ------ | ------ | ------- |
| Nombre de persones | 628  | 641    | 636    | 562     |
| Diferència         |      | +2,07% | −0,78% | −11,63% |

| Godina             | 2023 | 2024   |
| ------------------ | ---- | ------ |
| Nombre de persones | 563  | 562    |
| Diferència         |      | −0,17% |